# Le Pavillon de la folle

Le Pavillon de la folle est un moyen métrage français produit, coécrit et réalisé en 1946 par Jean Gourguet.

## Fiche technique
- Réalisateur et producteur : Jean Gourguet
- Production : Services français de production
- Scénario : Max Eddy, Jean Gourguet
- Directeur de la photographie : Scarfiacio Hugo
- Procédé : noir et blanc, 35 mm (positif et négatif), 1 x1,37, son mono

## Distribution
- René Génin
- Zizi Saint-Clair
- Georges Saillard
- Marthe Mellot
- Fignolita
- Germaine Ledoyen
- Gina Celdac
- Chaumel